# Беседина, Дарья Станиславовна
Да́рья Станисла́вовна Бесе́дина (род. 22 июля 1988, Химки, Московская область) — российский политик, урбанистка, депутат Московской городской думы (МГД) VII созыва, член партии «Яблоко» с 2017 по 2021 год.

## Биография
Родилась в Химках в 1988 году. В детстве Дарьи её семья много переезжала: отец — физик, работал в лабораториях в Оксфорде и Гамбурге. В 2004 году Беседины вернулись в Россию.
Дарья Беседина окончила Московский архитектурный институт (МАрхИ) по специальности «архитектор». Перед этим, в детстве, она прожила два года в Гамбурге, где, по её словам, ощутила различия между качеством городской среды в российских и немецких городах. Во время учёбы Дарья присоединилась к некоммерческой организации «Городские проекты», которая призвана улучшить городскую среду с помощью данных современной урбанистики. Из работ таких экспертов, как Ян Гейл и Вукан Вучик, Беседина сделала вывод, что современные правила, по которым проектируются российские города, приводят к созданию некачественной и негуманистической городской среды.
В 2017 году Дарья вступила в партию «Яблоко». Работала в штабах нескольких политических кампаний с 2013 года, а в 2018 году сама участвовала в партийных праймериз перед выборами мэра, где заняла пятое место из 21.
2 декабря 2020 Дарья вышла замуж за Михаила Чижова, но затем[когда?] развелась с ним.
Несмотря на внесение Минюстом РФ 20 января 2023 года в реестр «иностранных агентов», проработала в МГД до окончания пятилетнего мандата в сентябре 2024 года.

## Политическая деятельность
В 2015 году собиралась участвовать в выборах в Законодательное собрание Калужской области при помощи партии «Гражданская инициатива», но в регистрации списка партии было отказано местной избирательной комиссией.

### Избрание депутатом Мосгордумы
17 февраля 2019 года директор фонда «Городские проекты» Максим Кац объявил об участии организации в выборах в Московскую городскую Думу с целью продвижения повестки демонтажа скоростных магистралей, построенных в Москве. Кандидатом от организации была объявлена Дарья Беседина, кампания планировалась в округе № 8, через который проходит Ленинградский проспект — улица, переделанная в многополосную скоростную магистраль. Также Дарья была поддержана «умным голосованием» Алексея Навального.

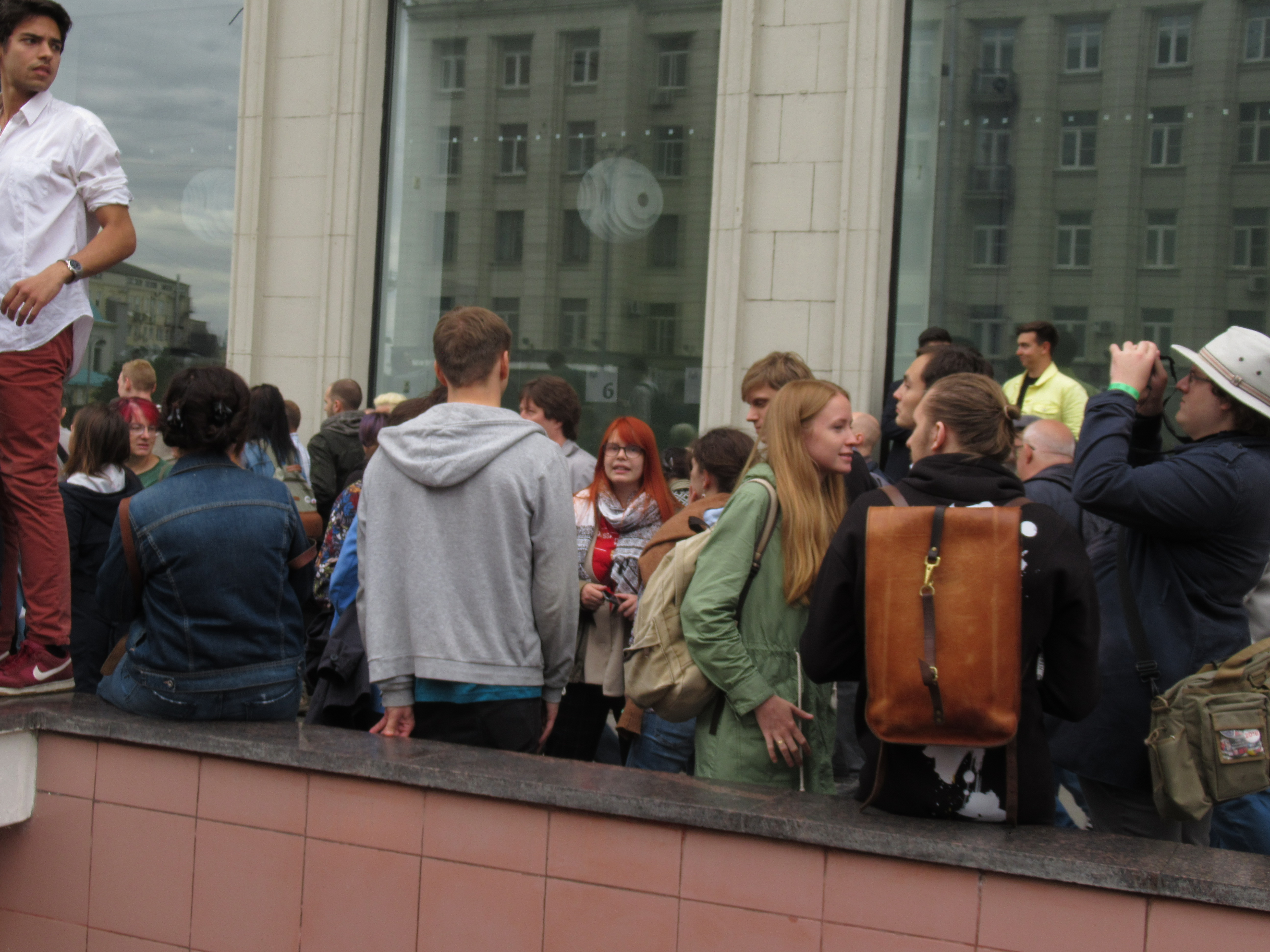
Встреча кандидата в депутаты Бесединой
с избирателями 14 июля 2019 года

Дарья Беседина стала одним из немногих зарегистрированных кандидатов от партии «Яблоко» по результатам проверки подписей, собранных в её поддержку. Несмотря на регистрацию, Беседина принимала участие в акциях протеста против недопуска на выборы других оппозиционных кандидатов в депутаты. 26 июля 2019 года в квартире её родителей прошёл ночной обыск в рамках дела о давлении на Мосгоризбирком.
Основным оппонентом Дарьи Бесединой в 8 округе был Вадим Кумин — представитель КПРФ, ранее занявший второе место на выборах мэра Москвы в 2018 году. Кампания Бесединой велась в значительной степени на деньги, собранные с помощью публичного фандрайзинга: на счёт поступило 3482 пожертвования от физических лиц, что составило 72 % от использованных на кампанию средств. Всего в избирательный фонд поступило свыше 16 миллионов рублей.
В результате выборов Дарья Беседина заняла 1-е место и стала депутатом.
Член комиссий по образованию, по экологической политике, по городскому хозяйству и жилищной политике.
| Место | Кандидаты в депутаты | Партия              | Полученный процент | Количество полученных голосов |
| ----- | -------------------- | ------------------- | ------------------ | ----------------------------- |
| 1.    | Дарья Беседина       | Яблоко              | 36,57 %            | 14 911                        |
| 2.    | Вадим Кумин          | КПРФ                | 31,41 %            | 12 805                        |
| 3.    | Ольга Панина         | Справедливая Россия | 14,16 %            | 5774                          |
| 4.    | Екатерина Копейкина  | Единая Россия       | 6,78 %             | 2765                          |
| 5.    | Василий Власов       | ЛДПР                | 5,28 %             | 2153                          |
| 6.    | Елена Луговская      | Партия Роста        | 3,07 %             | 1253                          |

### Деятельность в Мосгордуме
В Мосгордуме вошла во фракцию «Яблока» вместе с Евгением Бунимовичем, Максимом Кругловым и Сергеем Митрохиным.

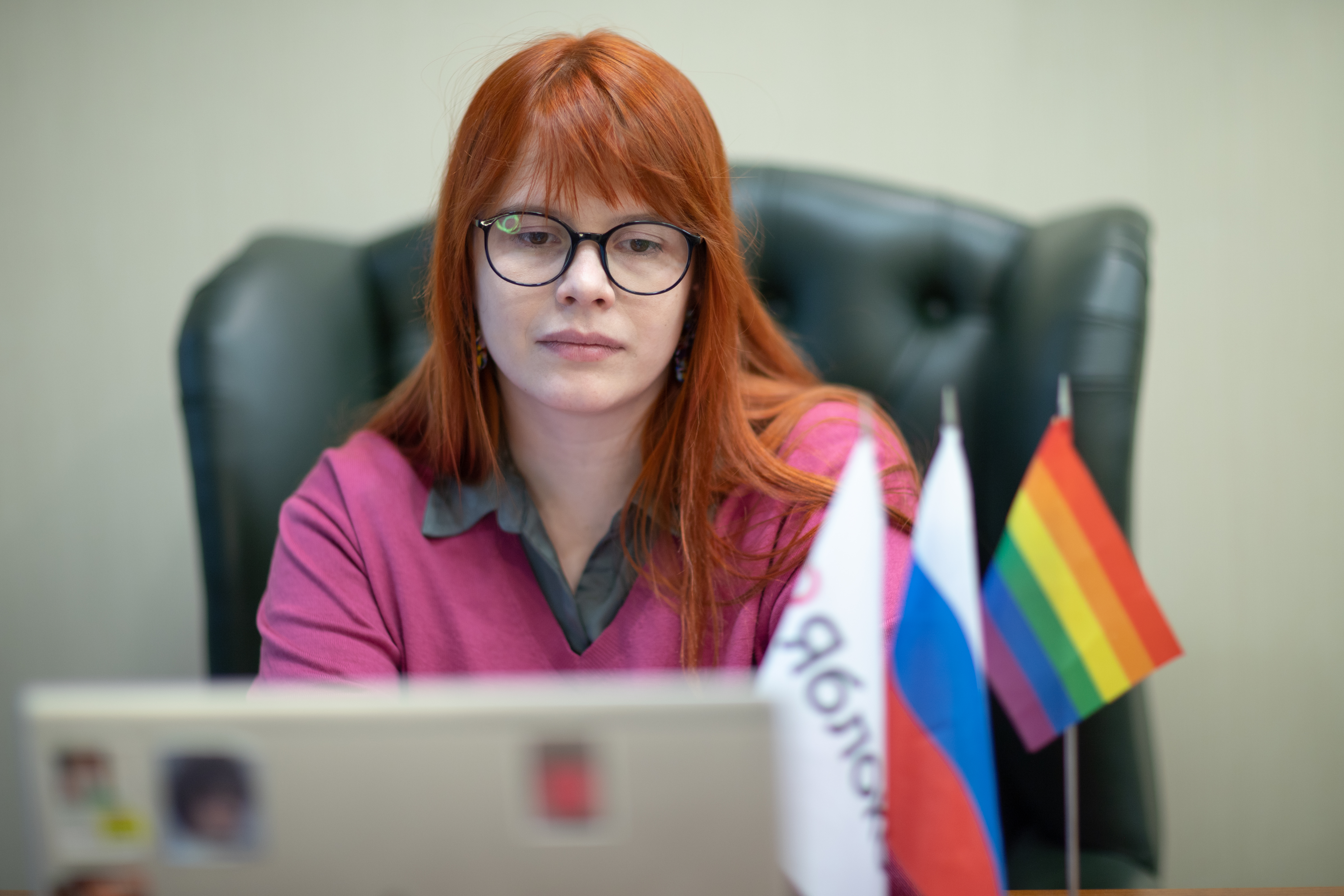
Дарья Беседина в кабинете депутата Мосгордумы

Заняв кабинет депутата Московской городской думы Дарья Беседина разместила на своём рабочем столе радужный флажок, а также поддержала право москвичей на проведение гей-парадов.
Первой инициативой Дарьи Бесединой в качестве депутата Мосгордумы VII созыва было инициировать роспуск Московской городской Думы. По мнению Бесединой, избранный состав парламента не отражал реальных настроений москвичей, так как большинство оппозиционных кандидатов не было допущено до участия в выборах. А те, что допущены были, — победили. Предложение о самороспуске не было поддержано депутатами.
В октябре 2019 года, при рассмотрении бюджета Москвы в первом чтении, на заседании Думы Беседина потребовала провести публичные слушания по проекту бюджета. Слушания были организованы и проведены. Беседина внесла в проект бюджета поправки, предусматривающие направление денег на строительство трамваев и закупку троллейбусов вместо трат на дорожное строительство, однако поправки были отклонены. Дарья Беседина стала одним из 7 депутатов, проголосовавших против проекта бюджета.
В ноябре 2019 года предложила депутатам Мосгордумы отказаться от служебных автомобилей, заменив их на право бесплатного проезда на городском общественном транспорте и такси, что позволило бы сократить расходы бюджета Москвы на содержание депутатов на 100 миллионов рублей в год.
Во время отчёта перед депутатами Мосгордумы мэра Москвы Сергея Собянина, несмотря на противодействие со стороны депутатов от «Единой России» и отключённый микрофон, Дарья задала вопрос относительно людей, осуждённых в рамках «московского дела», и спросила у мэра, чувствует ли он свою ответственность за то, что люди оказались в тюрьме. Вопрос был отклонён специальной комиссией Московской городской думы, однако Сергей Собянин ответил.
В декабре 2019 года обжаловала в суде проведённые фракцией «Единая Россия» поправки в регламент Московской городской думы, позволяющие депутатам голосовать без присутствия на заседании. Подобный иск подан депутатом против действий МГД впервые в её истории.

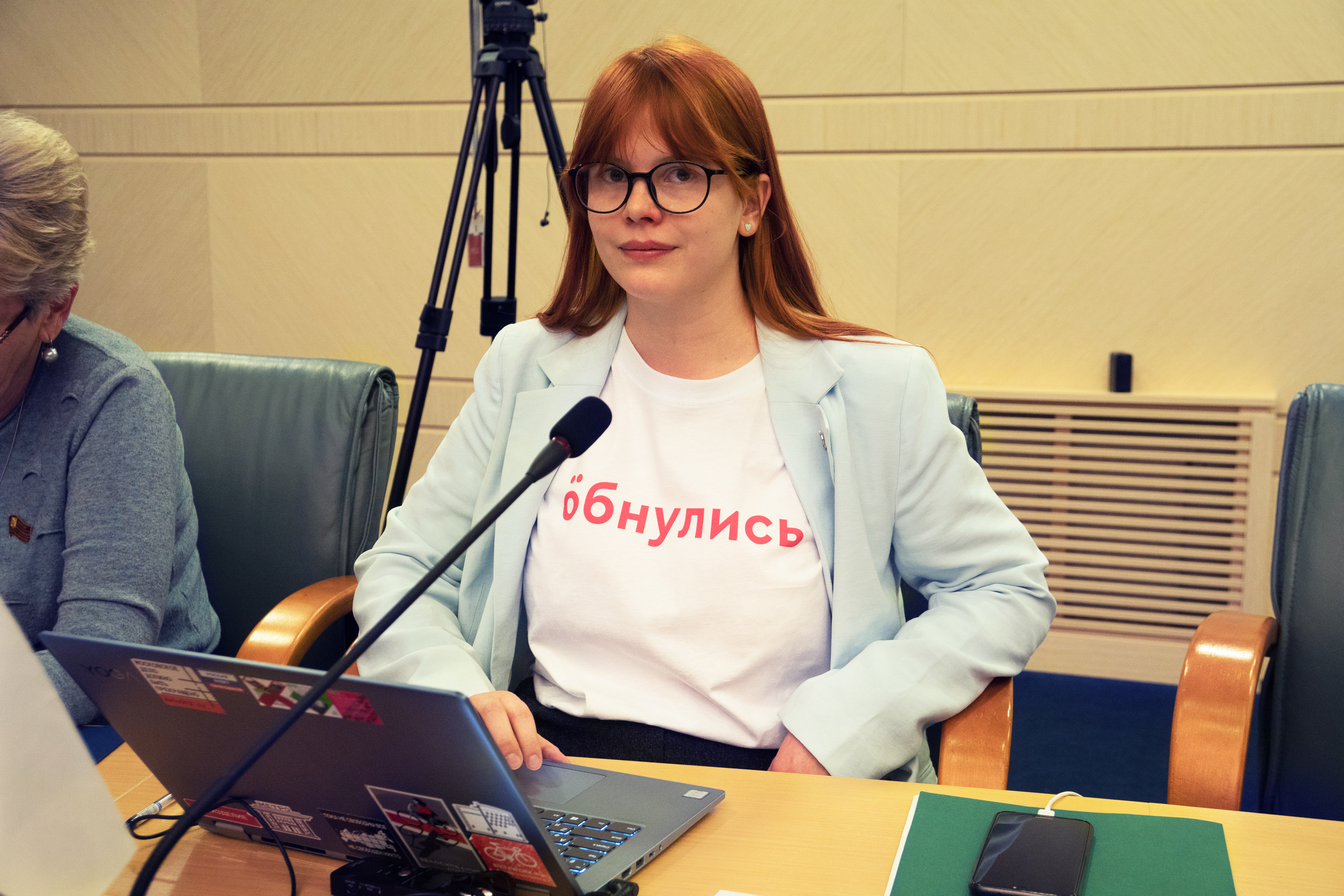
Депутат Беседина на заседании МГД 12 марта 2020 года, где одобрялись поправки к конституции

12 марта 2020 года на внеочередное заседание Думы, собранное с целью выражения одобрения поправкам в конституцию, предложенным президентом Владимиром Путиным, Беседина пришла в футболке с надписью «Ӧбнулись», выражая таким образом несогласие с предложенным обнулением президентских сроков Владимира Путина.
Нам нельзя принимать поправки в Конституцию, которые разработаны только для того, чтобы Путин правил Россией ещё 16 летДарья Беседина
После выступления Бесединой трансляция с заседания была отключена. После перерыва Беседина предложила внести поправки в проект постановления Московской Городской Думы, одобряющего поправки в конституцию. Перед заявлением об одобрении Беседина предложила добавить абсурдные фразы, например «учитывая, что В. В. Путин, его превосходительство, пожизненный президент» или «учитывая что В. В. Путин это дар россиян человечеству». После этого Беседину лишили слова до конца второго заседания.
В ноябре 2021 года внесла в Мосгордуму законопроект о введении штрафов за превышение скорости на 5 км/ч, а при превышении на 40 км/ч — 35 часов обязательных работ или штрафа в 10 тыс. рублей.
Всего внесла 10 законопроектов и 2 проекта постановления. Среди них «О демократизации системы власти Москвы», «О расширении полномочий органов МСУ», «Об обосновании транспортного строительства» и «Декоммунизация названий станций метро».

### Исключение из «Яблока» и создание общественного движения
28 декабря 2021 года в числе 98 сопартийцев из московского отделения была исключена решением Федерального бюро партии «Яблоко». На следующий день, 29 декабря объявила о планах по созданию общественного движения «Яблоко», которое должно «возродить „Яблоко“ как политическое движение либерального, демократического и правозащитного толка, и попробовать вернуть себе юридическое лицо как партия».
Дарья заявила, что в партии произошёл раскол, и председатель «Яблока» Николай Рыбаков исключает партийцев из-за различий во мнениях, уничтожая внутрипартийную демократию. Она считает новое движение политическим правопреемником партии.
В заявлении о создании движения, опубликованном на сайте радиостанции «Эхо Москвы», объявлено о намерении зарегистрировать его как политическую партию в соответствии с российским законодательством, либо воссоединиться с партией «Яблоко», если «она будет контролироваться людьми, разделяющими ценности партии».
30 декабря в Telegram-канале Дарьи Бесединой было опубликовано решение общего собрания общественного движения «Яблоко», которым Дарья была назначена председателем на срок до 15 декабря 2023 года, то есть до окончания председательских полномочий Николая Рыбакова.